# Oncostoma
Genre
Le genre Oncostoma regroupe deux espèces d'oiseaux appartenant à la famille des Tyrannidae. Bec-en-arc est le nom français que la nomenclature aviaire en langue française (mise à jour) a donné à ces 2 espèces d'oiseaux.

## Liste d'espèces
D'après la classification de référence du Congrès ornithologique international (ordre phylogénique) :
- Oncostoma cinereigulare (Sclater, PL, 1857) — Bec-en-arc cendré
- Oncostoma olivaceum (Lawrence, 1862) — Bec-en-arc de Lawrence